# 学甲慈済宮
学甲慈済宮（がっこうじさいきゅう）は、台湾台南市学甲区慈福里に位置し、保生大帝を主神として奉祀する。
「学甲十三庄」という地域の代表的な寺院であり、台南市安南区の「十六寮保生大帝聯」という祭祀組織の根源でもあった。
台南市政府がこのお寺を史跡に指定し、文化資産に登録した。

## 地理環境
学甲慈済宮は学甲区の中央に位置し、学甲市場の近くにある。寺院は約0.213ヘクタールの面積を占めている。

## 歴史沿革
学甲慈濟宮は保生大帝を奉祀する。

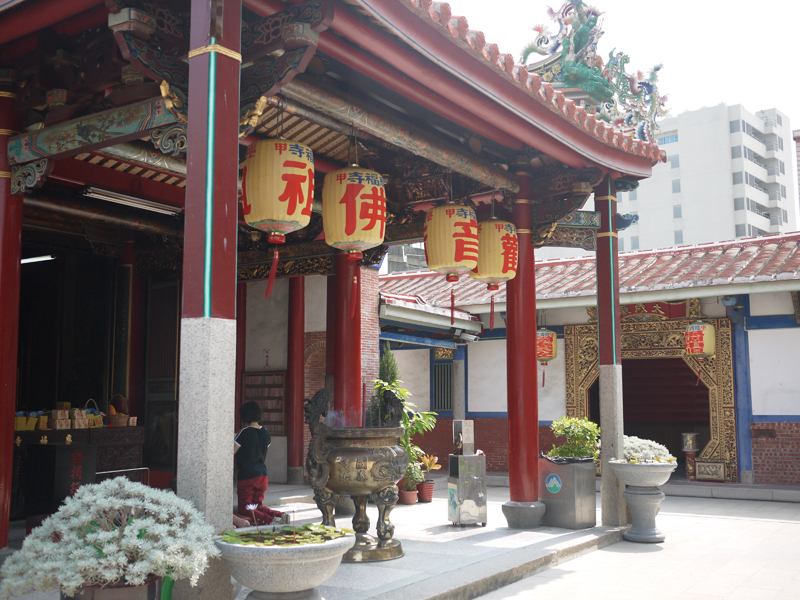
学甲慈済宮後殿（慈福寺）

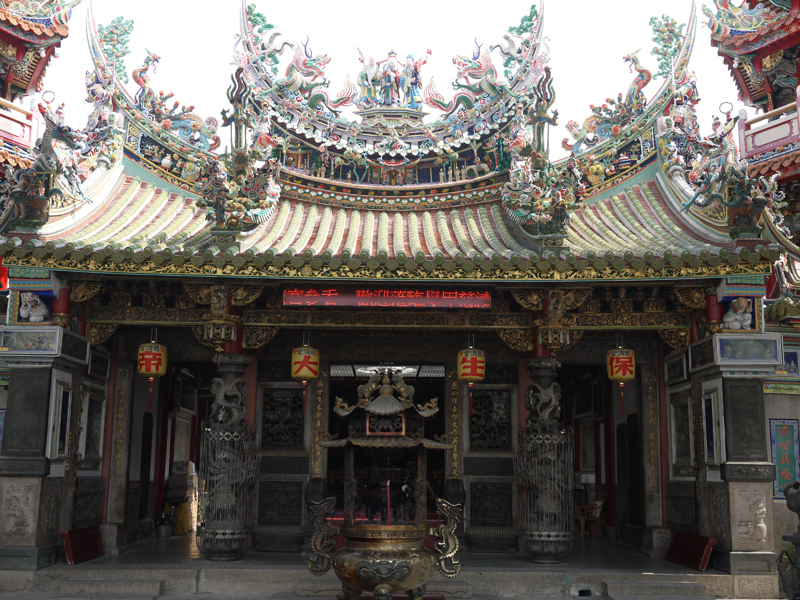
学甲慈済宮三川殿

主に祀られる神像は福建省泉州府同安県白礁郷（今の漳州市竜海区角美鎮白礁村）の「白礁慈済宮」から来て、元々「白礁慈済宮」が彫り刻んだ三つの神像のその一つであった。
その寺院が南宋時代紹興二十一年（1151年）で建てられた故、神像は八百年以上の歴史もあった。

### 祭祀エリア[5]
学甲慈済宮は、台湾台南市学甲区慈福里にある名刹であった。
祭祀エリアは学甲市中心地帯、新栄里、仁得里、慈福里、明宜里、秀昌里が含まれる。即ち、下角、中角、後角の地域など。
- 下角：渓仔墘、県内角、下角周、宅口、下社角、東竹囲、仁得。
- 中角：煥昌、錦繍角、三角仔、中角謝、中角羅、中社角。
- 後角：後社、澎城（下渓洲）。

### 信仰エリア[6]
学甲慈済宮の信仰エリアの範囲は清王朝からますます広がっていく。
学甲前社、中社、後社以外にも、三寮湾、渓底寮、二重港、灰磘港、渡子頭、宅子港、倒風寮、学甲寮、草坔、大湾、中洲、山寮などが含まれ、「学甲十三庄」と呼ばれる。
即ち、今の学甲区、北門区の錦湖、玉港、三光、慈安、仁里、中枢里及び塩水区飯店里などが含まれる。

## 奉祀
- 正殿は保生大帝[7]を主神、そしては謝府元帥（謝玄）[8]、中壇元帥（哪吒）[9]、虎爺[10]、三官大帝[11]を供える。
- 後殿は慈福寺と呼ばれ、主に観音菩薩[12]を供える。そしては韋駄天尊者[13]。左側は註生娘娘[14]、花公と花婆[15]、右側は福徳正神[16]。両側の壁には十八羅漢[17]がおる。
- 左ホールの拝斗庁で文昌帝君[18]、南斗星君[19]、北斗星君[20]、太歳庁で太歳星君[21]を供える。
- 右ホールの光明庁で菜公[22]を供える。

## 建築と修繕
学甲慈済宮は元々草庵であった。

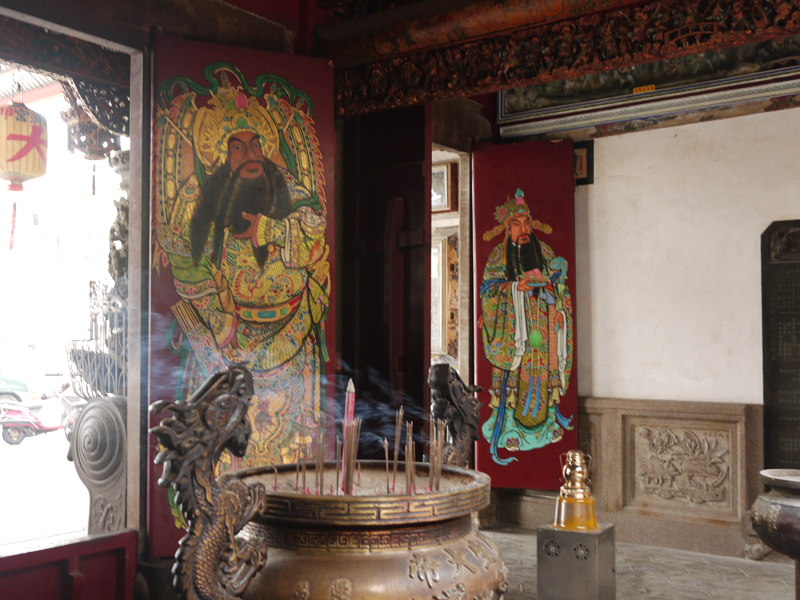
三川殿の門神

1701年に建てられ、1744年（乾隆九年）、1806年（嘉慶十一年）、1806年（咸豊十年）、1929年（昭和四年）、1965年（民国五十四年）、1977年（民国六十六年）、
そして2000年から2003年まで（民国八十九年から九十二年まで）、七回の大規模な修復を経て、再び2005年に彩色を施し、史跡修復をした。

建築の主体は前殿、正殿、後殿三棟の建築に分かれている。

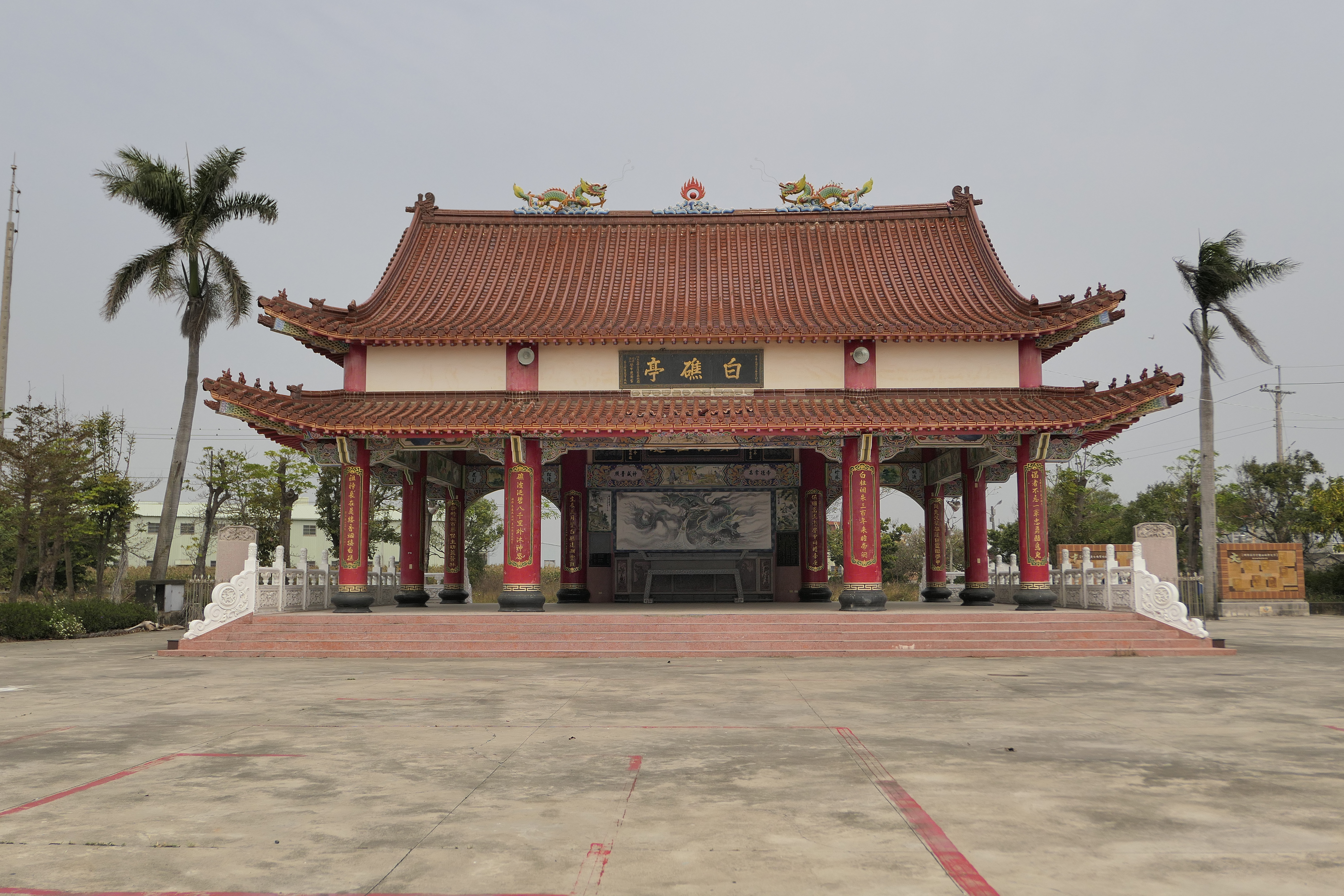
白礁亭

1981年、頭前寮将軍渓岸で白礁亭を建て、先祖を供養して祭りを行う。

## 重要な文物

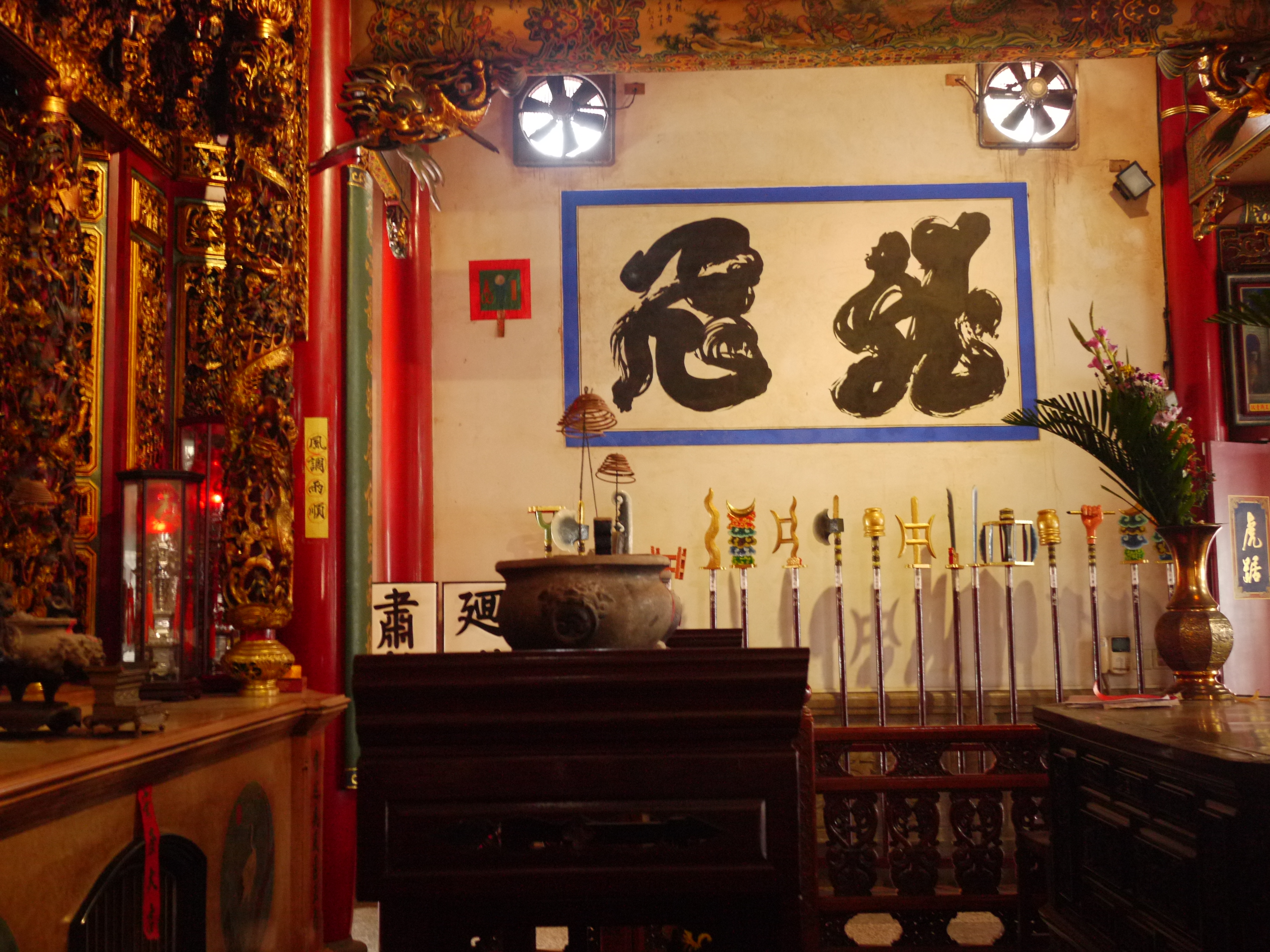
【龍飛】狂草の字

1860年に再建した時、芸術家の葉王を雇い交趾焼を作り上げ、壁と屋上の装飾になった。
1929年改修した時、交趾焼はたくさん腐った故、汕頭市の切り絵作家何金龍を雇い、切り絵を作り上げ、一部の交趾焼と入れ替わった。
正殿で書道家楊草仙さんが書いた「龍飛」と「鳳舞」四文字がある。
他には1861年（咸豊十一年）の「真人所居」と「済世日生」、1864年（同治三年）の「帝徳同天」、1870年（同治九年）の「帝徳協天」、
1884年（光緒十年）の「帝前無欺」と1892年（光緒十八年）の「巍巍帝徳」などの扁額がある。

## お祭り
毎年旧暦の3月11日に行われる学甲上白礁祭典は、学甲慈濟宮にとって最も重要な年度祭典であり、西南五大香科の一つである。
この祭りは、最初に清代の雍正や乾隆年間遡ることができ、道光年間に至って基本的な形が既にできていた。
元々は学甲地域内の祭りだったが、1977年以降、徐々に規模が拡大していった。
2008年に元台南県政府により文化資産に指定され、2022年に文化部により正式に「国家重要民俗」として登録された。

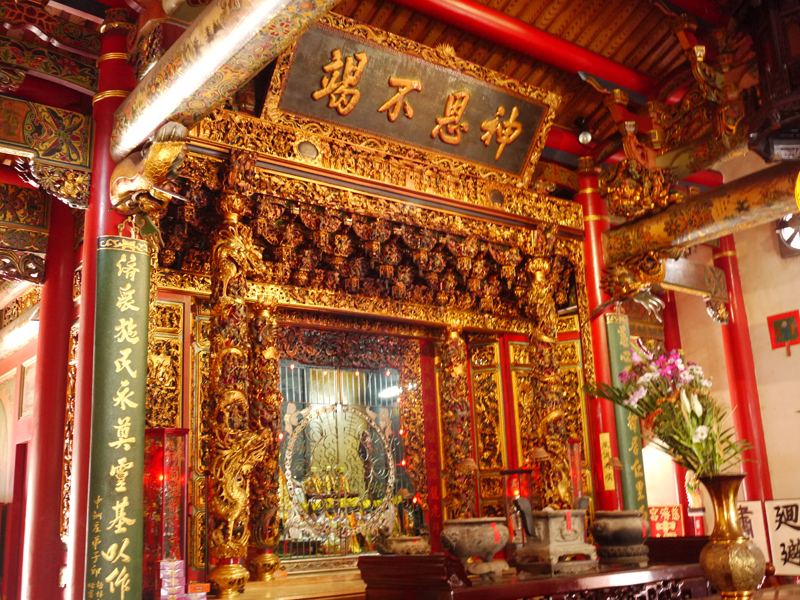
【神恩不竭】扁額

## 観光地
頑皮世界野生動物園